# Iglesia de San Nicolás del Tejado
La Iglesia de San Nicolás del Tejado, en  griego Άγιος Νικόλαος της Στέγης, Agios Nikolaos Tis Stegis es un monasterio  bizantino del siglo XI que floreció en Kakopetria, Chipre. La iglesia es la única católica bizantina media, Katholikón, (iglesia monasterio) que sobrevivió en Chipre durante el siglo XI y no se menciona hasta el siglo XIII en los textos supervivientes. San Nicolás del Tejado prosperó desde la era bizantina media hasta el comienzo del  dominio franco, alrededor del siglo XII. Desde la época de los francos, la iglesia permaneció abierta y sirvió como una pequeña iglesia de pueblo y un lugar de peregrinación. La iglesia es una de las nueve iglesias pintadas de la región de Troodos, que fue declarada Patrimonio de la Humanidad por la UNESCO en 1985.

## Contexto arquitectónico de Chipre
El erudito en arquitectura Charles Anthony Stweart describe las iglesias cristianas primitivas en su artículo, «Las primeras iglesias abovedadas de Chipre» de la siguiente manera:

Todas las sesenta y cinco iglesias cristianas primitivas conocidas, que datan de finales del siglo IV a mediados del VII, muestran los mismos rasgos: tienen al menos tres naves divididas por columnatas que sostienen techos de madera. En este período no hay edificios de planificación central, con cúpulas o bóvedas. La naturaleza conservadora de la construcción de la iglesia chipriota puede explicarse por el carácter insular de la Iglesia... La Iglesia chipriota podía mantener sus propios nombramientos internos y costumbres. Debido a su sistema jerárquico independiente y poderoso, herejías como el arrianismo y el monofisismo no afectaron a Chipre como lo hicieron a otras provincias bizantinas (Stewart 162-163).[3]

La autora Annemarie Weyl Carr sigue describiendo las primeras iglesias de Ciro en su revista, «Bizantinos e italianos» en Chipre así: 

Imágenes del arte: La presencia occidental en el Chipre medieval se presenta hoy en día y ha sido estudiada en gran medida en términos de la opulenta arquitectura gótica de la isla, que se levanta entre minaretes y palmeras al sol del Mediterráneo. Sorprendentemente románticos, estos edificios invocan una imagen de la cultura cortesana francesa transpuesta al Medio Oriente (Weyl 340).[4]

La arquitectura de la Iglesia de San Nicolás del Tejado es de planta cuadrada con cúpula y recibe su nombre del segundo tejado de madera con tejas planas.[5] Originalmente, no había nártex o techo de madera, que cubre tanto la nave como el nártex. A principios del siglo XII se añadió el nártex cubierto por una calota y dos arcos transversales. Esta adición de un tejado inclinado le dio a Agios Nikolaos el apodo de «del tejado»" (tis Stegis).[1] El autor A. H. S. Megaw comenta sobre la adición del tejado posterior:

Este tejado posterior esconde una iglesia perfectamente normal del tipo bizantino inscrito en cruz, completa con una cúpula... Estos tejados escalonados representarían entonces la arquitectura "provincial" autóctona de esta zona de Chipre, que fue temporalmente suplantada por cúpulas bizantinas ajenas (Megaw 81 y 88)[6].

En una etapa posterior, el aspecto original de la iglesia fue alterado, lo que provocó la destrucción de algunas pinturas interiores.

## Decoración interior
Las paredes interiores de la iglesia están adornadas con una serie de frescos que abarcan más de 600 años. La primera fase de la decoración comenzó en el siglo XI y sobrevivió a las incursiones posteriores y al deterioro general debido al tiempo. De nuevo, el autor A. H. S. Megaw comenta sobre la decoración de la iglesia, 

lo que queda de su decoración inicial al fresco no es de primera clase, es todavía un reflejo, si bien algo remoto, de la tradición central de Constantinopla. En cabezas como las de los apóstoles en las escenas y la del Gabriel descubiertas últimamente en el ábside, vemos los profundos ojos fijos del estilo expresionista que los pintores de frescos de la época heredaron de los miniaturistas bizantinos del renacimiento macedonio (Megaw 82).

Los murales representan escenas de la vida de Jesús, la Resurrección de Lázaro, la  Dormición de la Virgen María y algunas figuras aisladas.
La segunda fase de la decoración se remonta al siglo XII e incluye pinturas murales de la parte suroeste de la iglesia y del nártex. El autor, Megaw explica lo siguiente:

Gran parte de San Nicolás del Tejado fue redecorado en el siglo XII con pinturas más sofisticadas, entre ellas la habitual serie de Padres de la Iglesia en la pared del ábside que en este caso incluye una representación característica de San Epifanio. Naturalmente, figura frecuentemente entre los Padres en los ábsides chipriotas. Veremos más de este estilo Comneniam que en Chipre sólo se explica por la inyección de nuevos talentos en forma de maestros que se habían formado fuera de la isla, algunos de ellos tal vez en la propia Constantinopla (Megaw 82).

Aunque algunas pinturas murales de los siglos XI y XII sobreviven, la mayor parte de la decoración mural de la iglesia está fechada en el siglo XIV. Los murales de La Crucifixión y la Resurrección fueron pintados a finales del siglo XIII y principios del siglo XIV[1] La imagen de Cristo Pantocrátor adorna la cúpula junto con los profetas en el tambor de la cúpula y los evangelistas en las cuatro pechinas. Estas tres obras están fechadas a mediados del siglo XIV. En la nave y el nártex hay un grupo de santos de tamaño natural fechados en el mismo período. En el muelle noroeste, hay dos imágenes masivas de San Teodoro y San Jorge.[1]